# Dasyvalgus taoi
Dasyvalgus taoi är en skalbaggsart som beskrevs av Miyake 1989. Dasyvalgus taoi ingår i släktet Dasyvalgus och familjen Cetoniidae. Inga underarter finns listade i Catalogue of Life.